# Vilniusi székesegyház
A vilniusi Szent Szaniszló és Szent László székesegyház (litvánul: Vilniaus Šv. Stanislovo ir Šv. Vladislovo arkikatedra bazilika; lengyelül: Bazylika archikatedralna św. Stanisława Biskupa i św. Władysława, történelmileg: Kościół Katedralny św. Stanisława) Litvánia fő római katolikus székesegyháza. Vilnius óvárosában található, a Katedrális téren. Szent Szaniszlónak és Szent Lászlónak szentelték, és a litván katolikus egyház szellemi központja.
Litvánia nagyfejedelmei közül többeket itt koronáztak meg. A kriptákban és a katakombákban számos litván és lengyel történelmi személy nyugszik, köztük Vytautas nagyfejedelem (1430) és felesége, Anna (1418), testvére, Zsigmond (Žygimantas) nagyfejedelem (1440), unokatestvére, Švitrigaila nagyfejedelem (1452), Szent Kázmér (1484), Sándor lengyel király (1506) és II. Zsigmond Ágost lengyel király két felesége: Habsburg Erzsébet osztrák főhercegnő (1545) és Radziwiłł Barbara lengyel királyné (1551). IV. Ulászló lengyel király és litván nagyherceg szívét halála után szintén itt temették el, míg testének többi része a krakkói Waweli székesegyházban nyugszik.
Belül több mint negyven műalkotás található, amelyek a 16. és 19. század között készültek, beleértve számos freskót és különböző méretű festményt. A székesegyház helyreállítása során feltárták egy feltételezett pogány templom több oltárát és az eredeti talajszintet, amelyek Mindaugas litván nagyfejedelem uralkodása óta rejtve maradtak. Ezenkívül megtalálhatóak még az 1387-ben épült székesegyház maradványai is. A székesegyház egyik földalatti kápolnájának falán megtalálták Litvánia legrégebbi freskóját, amely a 14. század végéről származik.
A szovjet megszállás alatt a székesegyházat raktárrá alakították. 1988-tól kezdve ismét megtarthatták a miséket, bár a székesegyházat ekkor még hivatalosan "Képgaléria"-nak hívták. 1989-ben helyreállították az épület székesegyházi rangját.

## Története

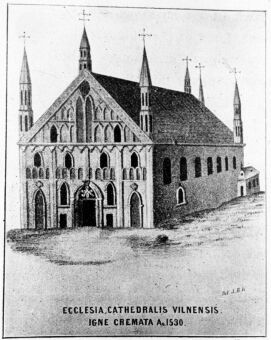
A gótikus vilniusi székesegyház, c. 1530

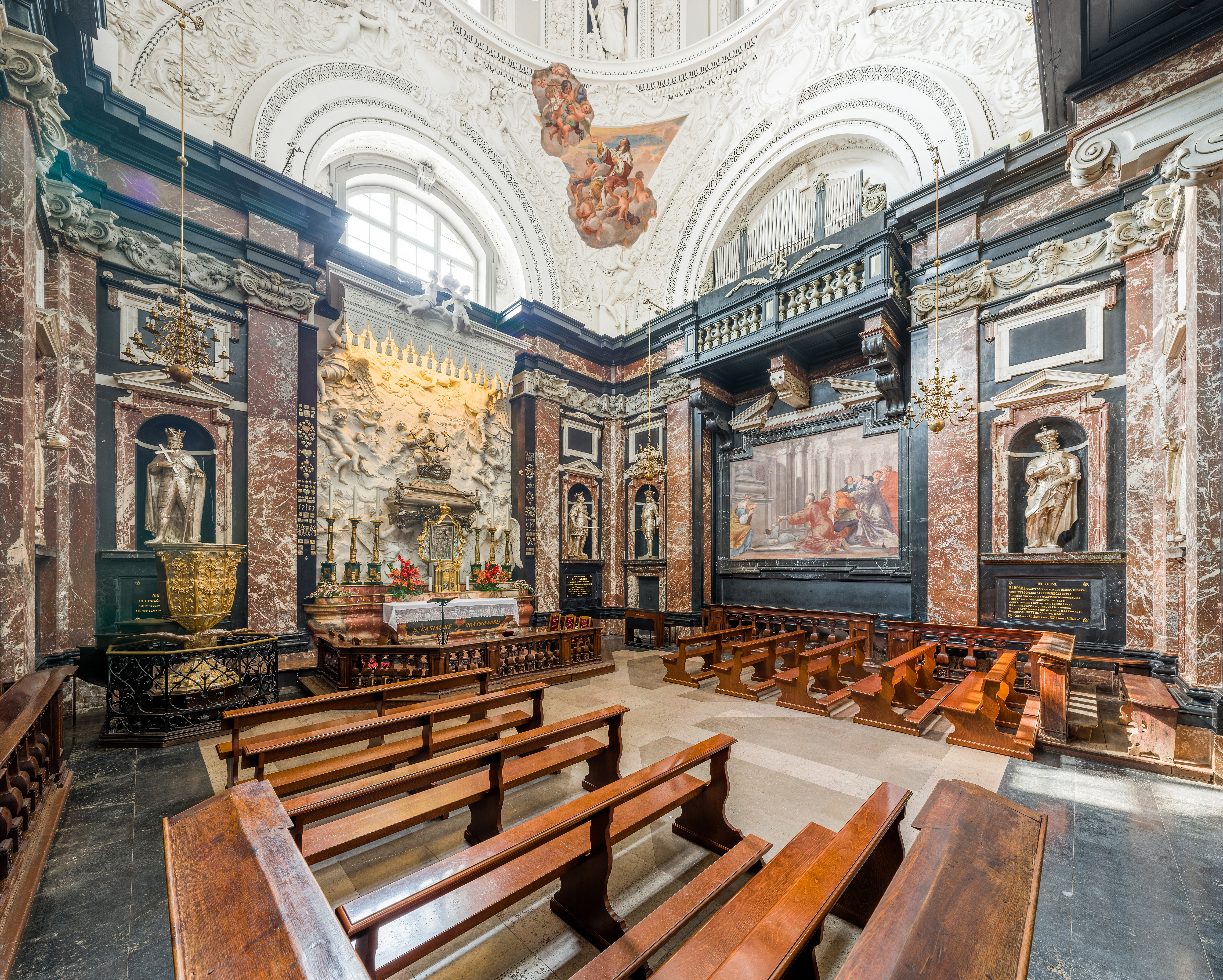
A Szent Kázmér kápolna, középen a szent szarkofágjával

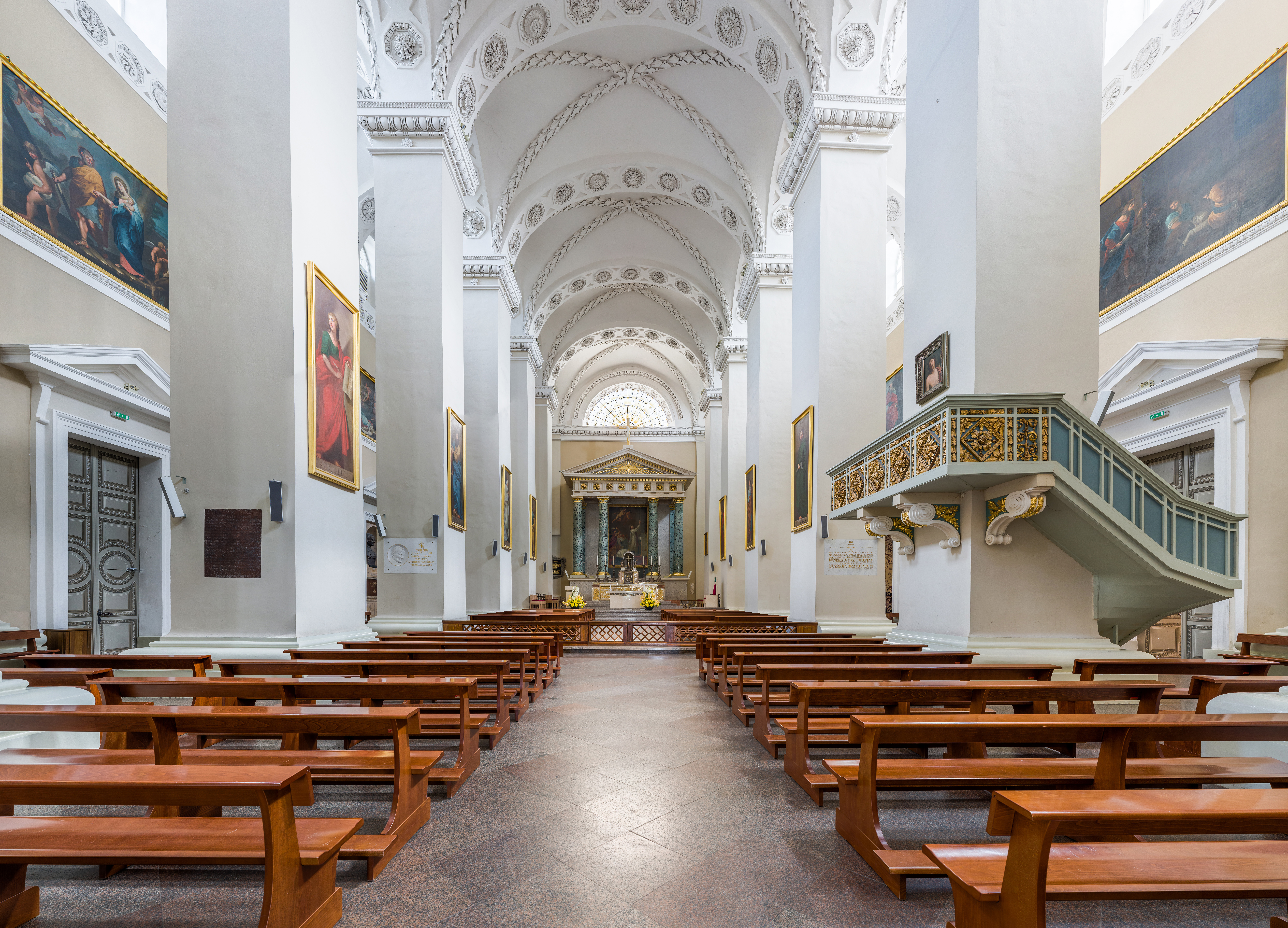
A székesegyház belseje

Úgy gondolják, hogy a kereszténység előtti időkben a balti pogányok Perkūnas istennek hódolták a székesegyház helyén. Azt is feltételezik, hogy 1251-ben Mindaugas litván király rendelte el az eredeti székesegyház felépítését, miután áttért a keresztény hitre és megalapította a litván püspökséget. A 20. század végén a jelenlegi épület alatt felfedezték egy ősi négyzetes templom maradványait, három hajóval és hatalmas támpillérekkel. Mindaugas 1263-ban bekövetkezett halála után az első székesegyház ismét pogány istentiszteletek helyszínévé vált.
1387-ben, abban az évben, amikor Litvánia hivatalosan áttért a kereszténységre, megkezdődött a második gótikus székesegyház építése, öt kápolnával. Ez a második székesegyház azonban 1419-ben leégett. Az 1429-es litván királyi koronázásra készülve Vytautas litván nagyfejedelem egy lényegesen nagyobb gótikus székesegyházat építtetett a helyére. Bár a koronázásra soha nem került sor, ennek a harmadik székesegyháznak a falai és oszlopai a mai napig fennmaradtak. A harmadik székesegyház három hajóval rendelkezett és sarkaiban négy kerek torony volt, ami Guillebert de Lannoy flamand utazót a fromborki székesegyházra emlékeztette. 1522-ben a székesegyházat felújították, és a király palota egyik tornyának tetejére harangtornyot építettek. Egy 1530-as tűzvész után újjáépítették, és 1534–1557 között további kápolnákat és kriptákat toldottak hozzá. A székesegyház ekkor reneszánsz építészeti jegyekkel gazdagodott.
1529-ben II. Zsigmond Ágost koronaherceget és leendő lengyel királyt a székesegyházban Litvánia nagyhercegévé koronázták. Az 1610-es tűzvész után a székesegyházat ismét újjáépítették, és hozzáadták a két első tornyot. A székesegyház 1655-ben ismét megrongálódott, amikor az 1654–1667-es orosz–lengyel háborúban a város az orosz csapatok kezére került.
1623 és 1636 között III. Zsigmond lengyel király kezdeményezésére, amelyet később fia, IV. Ulászló fejezett be, megkezdték Constantino Tencalla királyi építész tervei alapján a svéd homokkőből készült barokk stílusú Szent Kázmér kápolna építését. 1691–1692 között felújították a székesegyház belsejét, s ekkortól díszítik Michelangelo Palloni freskói, illetve a Pietro Perti által készített stukkók és az oltár az épületet. A Szent Kázmér kápolnában megtalálhatóak a Jagelló-ház királyainak faragott szobrai és a IV. Ulászló szívét őrző epitáfium. A kápolna szimbolizálja a lengyel-litván unió és a közös történelem dicsőségét.
1769-ben összeomlott az 1666-ban épült déli torony, amelynek következtében elpusztult a szomszédos kápolna boltozata és 6 ember életét vesztette. Az esemény után Ignacy Jakub Massalski vilniusi püspök elrendelte a székesegyház rekonstrukcióját. A munkálatok 1779-ben kezdődtek és 1783-ban fejeződtek be, a belső tér pedig 1801-ben készült el. A katedrálist Laurynas Gucevičius klasszicista stílusú tervei alapján rekonstruálták, s ekkor nyerte el mai megjelenését; a templom pontos négyszög alakot nyert. A főhomlokzatot Tommaso Righi olasz szobrászművész négy evangélista szobra díszíti. Néhány tudós rámutat a székesegyház építészeti hasonlóságára Andrea Palladio műveivel, illetve látja benne Gucevičius tanítójának, Claude Nicolas Ledoux hatását. A palladianizmus hatása megmutatkozik az épület oldalhomlokzatain. A klasszikus építészet „tisztaságának” hiányát a barokk stílusú szobrok és egyéb elemek beépítése miatt később akadémiai építészek, nevezetesen Karol Podczaszyński bírálták.
1786 és 1792 között Kazimierz Jelski három szobrát helyezték el a székesegyház tetején – a déli oldalon Szent Kázmér, az északin Szent Szaniszló és közepén Szent Ilona. Ezeket a szobrokat 1950-ben eltávolították és 1997-ben állították helyre. Feltehetőleg Szent Kázmér szobra eredetileg Litvániát, Szent Lászlóé Lengyelországot és a Szent Ilona által tartott 9 méteres aranykereszt pedig a szent keresztet szimbolizálta.
2002-ben hivatalosan megkezdték a litván királyi palota újjáépítését a székesegyház mögött. Az újonnan emelt palotaépület jelentősen megváltoztatta a székesegyház környezetét.
A székesegyházat és a haranglábat 2006 és 2008 között alaposan felújították. A homlokzatokat friss, többszínű festékkel borították, ami jelentősen javította az épületek külső megjelenését. Ez volt az első felújítás Litvánia függetlenségének 1990-es elnyerése óta.

## Galéria

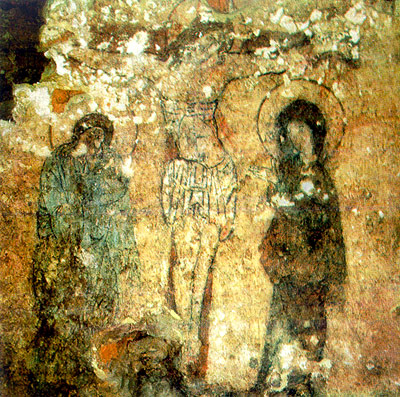
A vilniusi székesegyház XIV. századból származó freskója
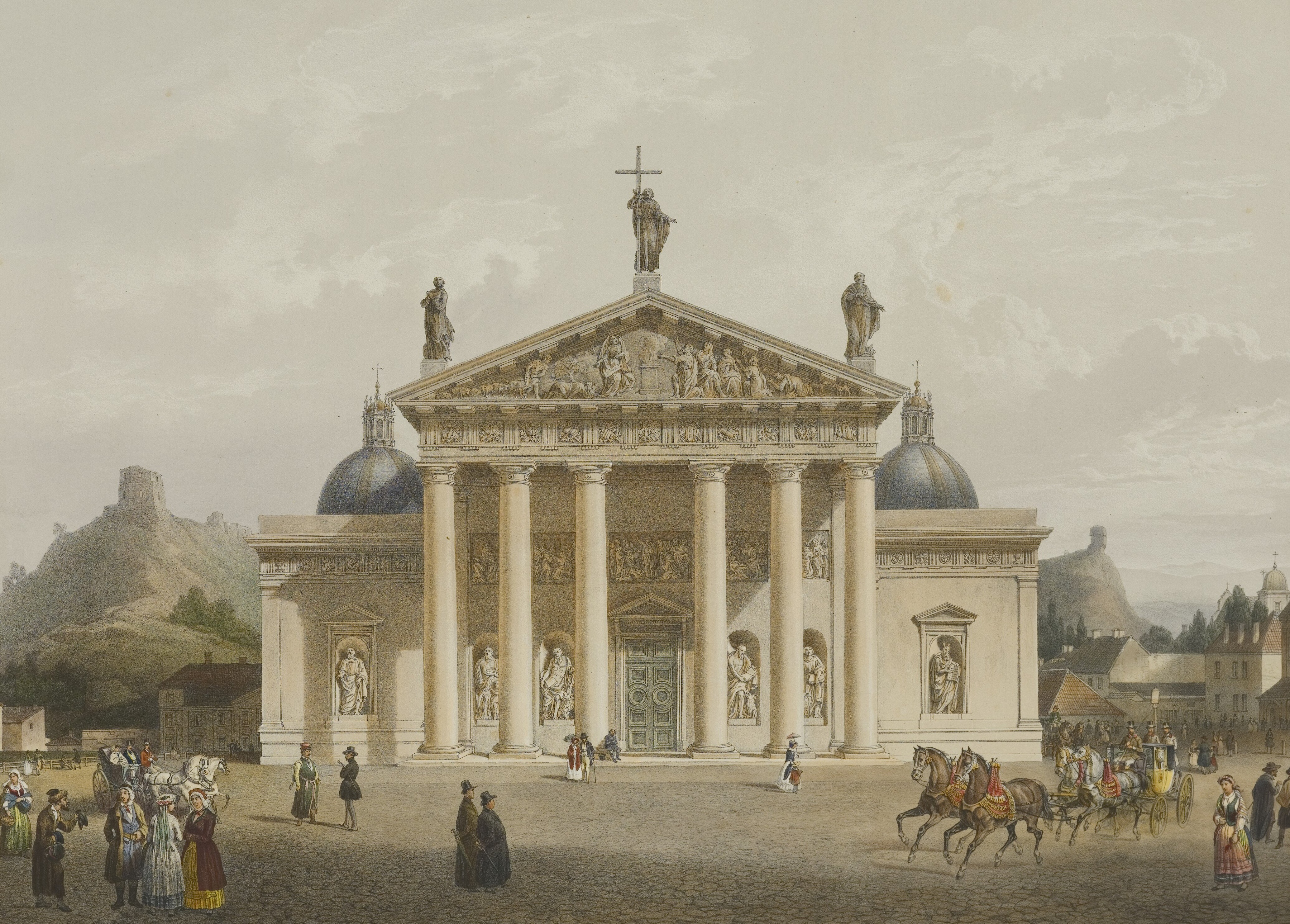
A vilniusi székesegyház homlokzata egy 1847-es rajzon
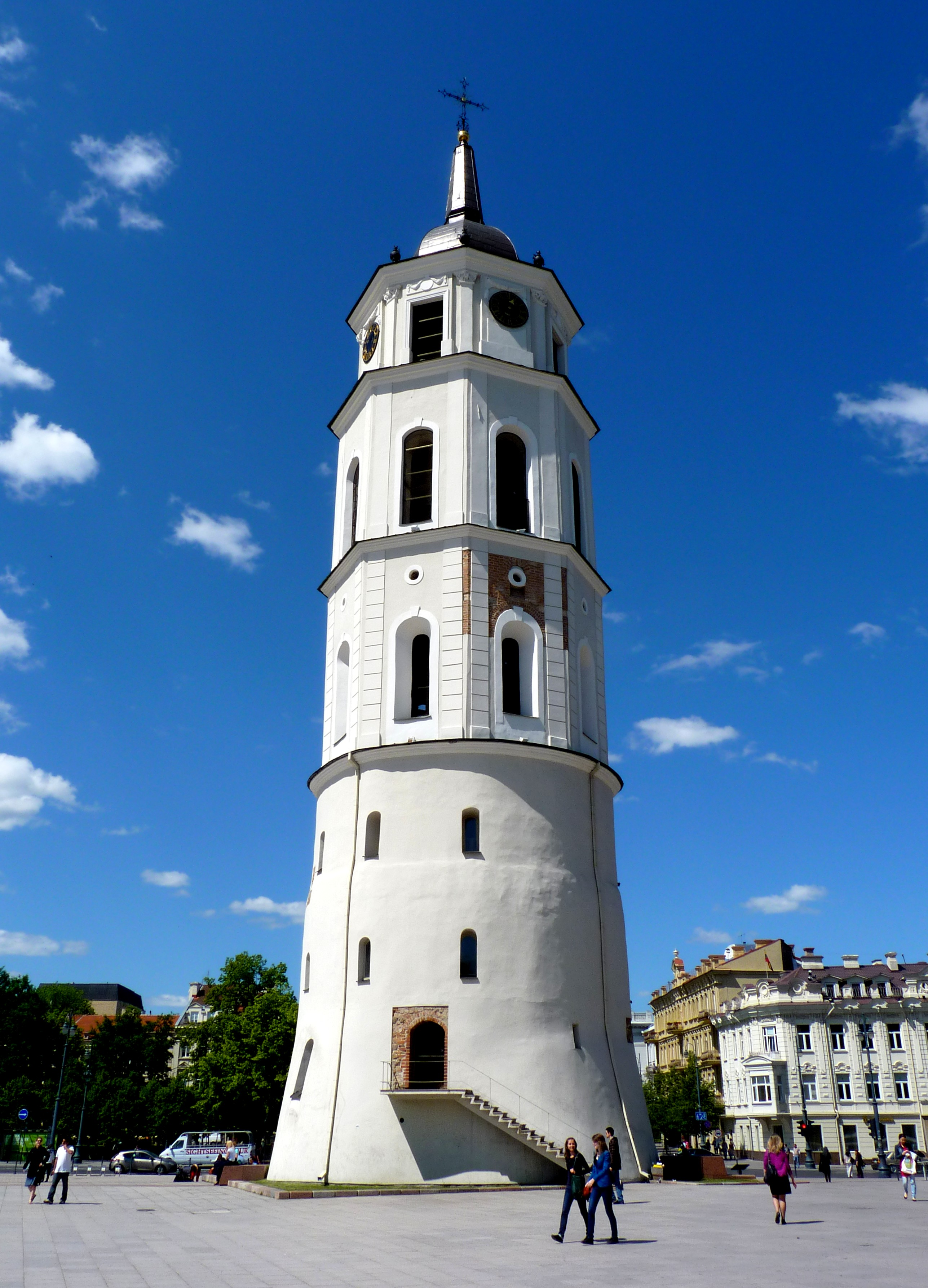
A harangtorony
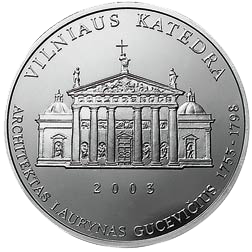
Litván litas emlékérem a Vilniusi székesegyház képével
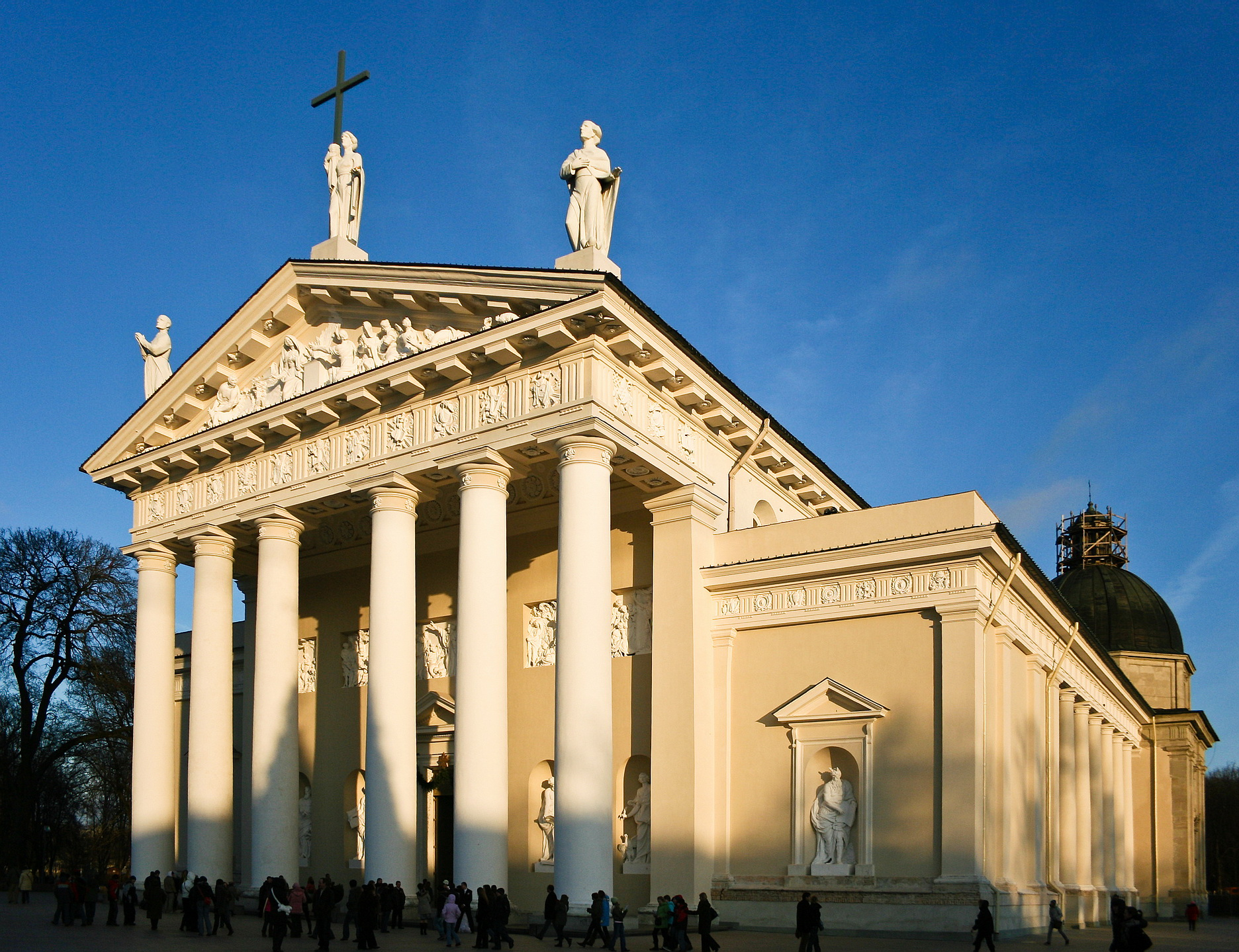
A Vilniusi székesegyház homlokzata a 2006–2007-es helyreállítás után

## Fordítás
- Ez a szócikk részben vagy egészben  a   Vilnius Cathedral című angol Wikipédia-szócikk ezen változatának fordításán alapul.  Az eredeti cikk szerkesztőit annak laptörténete sorolja fel. Ez a jelzés csupán a megfogalmazás eredetét és a szerzői jogokat jelzi, nem szolgál a cikkben szereplő információk forrásmegjelöléseként.